# Dilek İmamoğlu

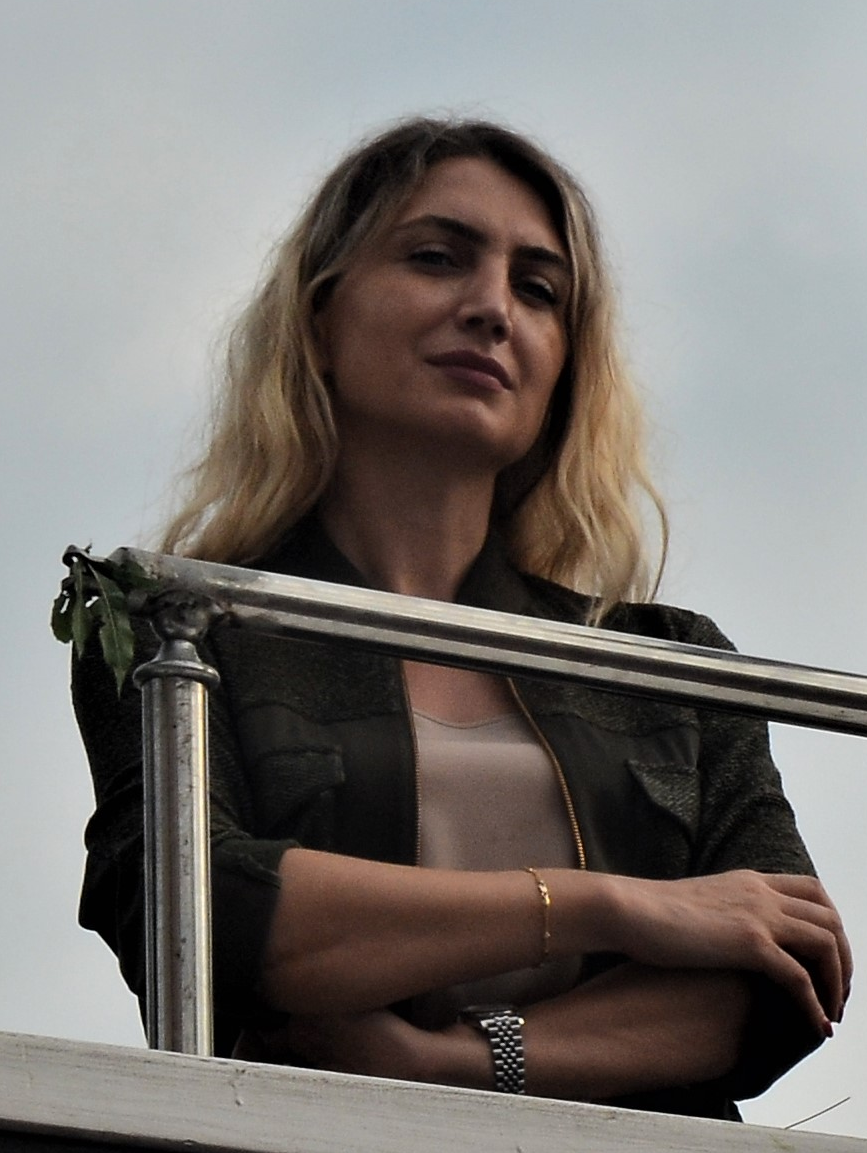
Dilek İmamoğlu (2019)

Dilek Kaya İmamoğlu (geb. 18. November 1974 in Trabzon) ist eine türkische Politikerin und Menschenrechtlerin und Ehefrau des Istanbuler Bürgermeisters Ekrem İmamoğlu, die seit dessen Verhaftung im März 2025 zu einer führenden Stimme der Opposition in ihrem Land geworden ist. Als bedeutende Figur der Proteste fordert sie Demokratie und Rechtsstaatlichkeit in der Türkei ein und mobilisiert breite gesellschaftliche Unterstützung.

## Leben
Dilek İmamoğlu wuchs als jüngstes von zehn Kindern, davon sieben Mädchen und drei Jungen, in einer traditionell geprägten Familie auf. Bereits als Grundschülerin arbeitete sie in den Sommerferien im Textilgeschäft ihres Bruders, um eigene Erfahrungen außerhalb des Elternhauses zu sammeln. Eigener Aussage zufolge entwickelte sie dabei einen „rebellischen Geist“, weil sie ihrer Mutter mehr Mitspracherecht einräumen wollte. Mit dem Wechsel auf die weiterführende Schule zog die Familie nach Istanbul.
Im Alter von 19 Jahren lernte sie dort den drei Jahre älteren Ekrem İmamoğlu kennen. Das Paar heiratete 1995. Aus der Ehe gingen die Söhne Selim (geb. 1997) und Semih sowie die Tochter Beren hervor.
Nach bestandener Aufnahmeprüfung nahm Dilek İmamoğlu ein Studium der Öffentlichen Finanzen auf, das sie wegen der Geburt ihres ersten Kindes zunächst unterbrach. Im Rahmen eines Masterstudiums verfasste sie eine Arbeit über die „gläserne Decke“, also die unsichtbaren Barrieren für Frauen im Berufsleben. Nach der Geburt ihrer Tochter promovierte sie und schloss damit ihre akademische Ausbildung ab.

## Wirken
Bereits vor der politischen Karriere ihres Mannes setzte sich Dilek İmamoğlu für Frauen- und Minderheitenrechte ein. Im Jahr 2014 setzte sie sich für einen Tag in einen Rollstuhl und fuhr durch Istanbul, um auf die Alltagshürden von Menschen mit Behinderung aufmerksam zu machen. Seit dem Wahlsieg ihres Mannes bei den Kommunalwahlen 2019 intensivierte sie ihr soziales Engagement, insbesondere für die Rechte von Menschen mit Behinderungen.
In den Jahren vor der Festnahme ihres Mannes unterstützte sie mehrfach Başak Demirtaş, deren Ehemann Selahattin Demirtaş seit 2016 in Haft sitzt. Die Verhaftung von Ekrem İmamoğlu am 19. März 2025 veranlasste sie in sozialen Medien und auf Großkundgebungen zum öffentlichen Kampf für seine Freilassung. Dabei trat sie als Rednerin bei Massendemonstrationen auf dem Saraçhane-Platz in Istanbul auf und richtete ihre Worte direkt an Präsident Recep Tayyip Erdoğan. Politische Beobachter sehen in ihrer entschlossenen Haltung ein mögliches Sprungbrett für eine eigene Kandidatur, was sie bislang jedoch zurückweist. Auf internationalen Plattformen betonte sie ihren Willen zur Stärkung von Demokratie und Menschenrechten in der Türkei und zog dabei Kraft aus der Solidarität vieler Frauen im Land. In Interviews erklärte sie, dass das politische Ideal ihres Mannes zur Beendigung der Ungerechtigkeit im Land auch ihr eigenes Leitmotiv sei.
Trotz nachlassender Straßenproteste setzte sie ihre Kampagne in den sozialen Netzwerken fort und veröffentlichte etwa zum Muttertag 2025 einen Appell an alle betroffenen Familien, nicht aufzugeben. Für ihre Unterstützerinnen gilt sie seither als Symbol für Mut, demokratische Standhaftigkeit und die Möglichkeit weiblicher Führung in der türkischen Politik.